# Îles des Cyclopes
Les îles des Cyclopes, en italien arcipelago dei Ciclopi, sont un groupe d'îles, d'îlots et de rochers italiens, situés sur la côte est de la Sicile.

## Description
L'archipel fait partie de la réserve naturelle marine des îles Cyclopes. Il est composé principalement de l'île Lachea, de la Grande et de la Petite Pile et de quatre autres rochers disposés en arc de cercle.

## Histoire
L'archipel tient son nom de l'Odyssée d'Homère. Le cyclope Polyphème aurait lancé les rochers qui le composent devant Aci Trezza sur Ulysse.
Les îles Cyclopes apparaissent dans le roman I Malavoglia de Giovanni Verga ainsi qu'en 1948 dans le film La terre tremble de Luchino Visconti.

## Galerie

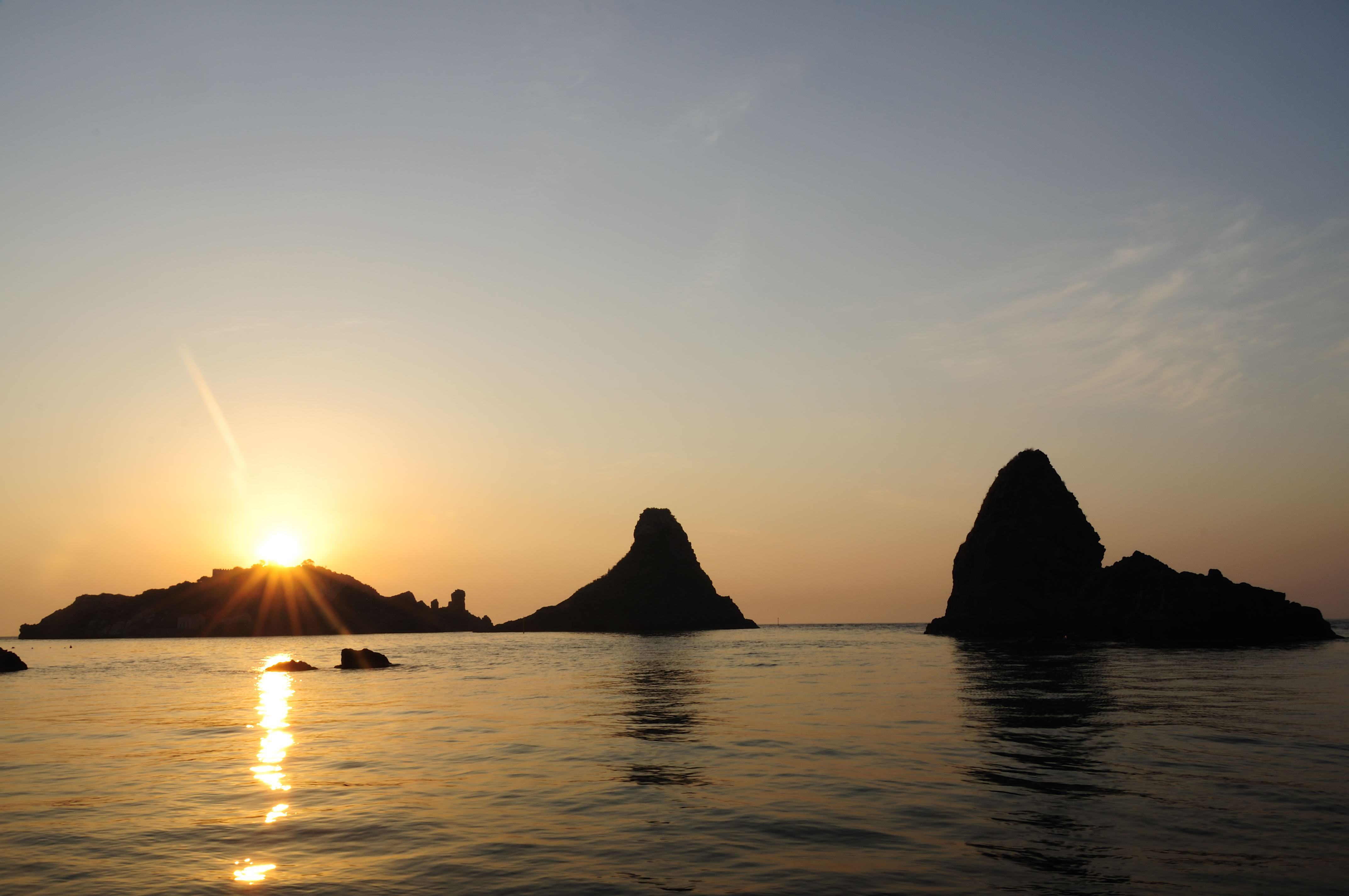
Les îles des Cyclopes

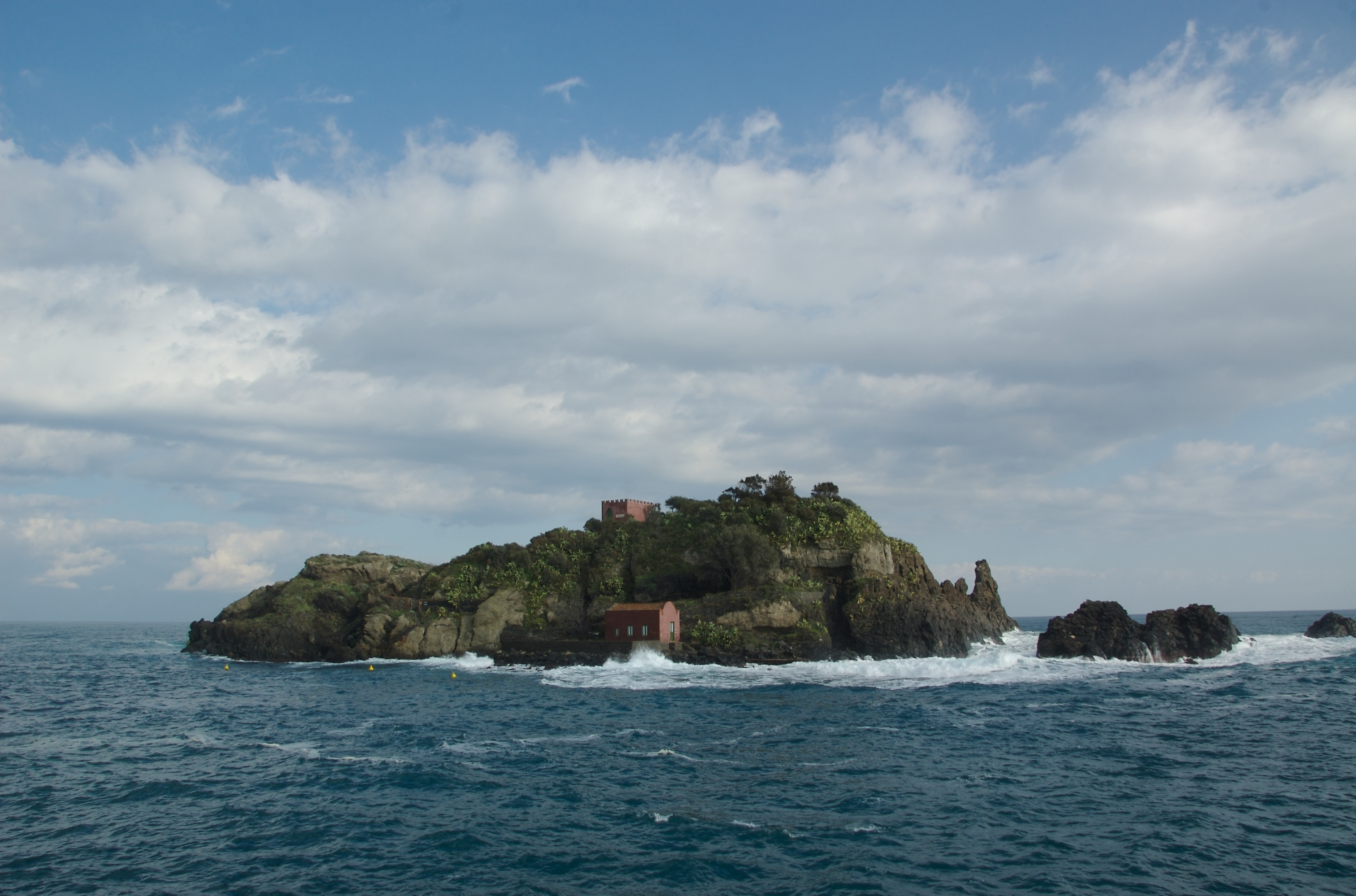
L'île Lachea
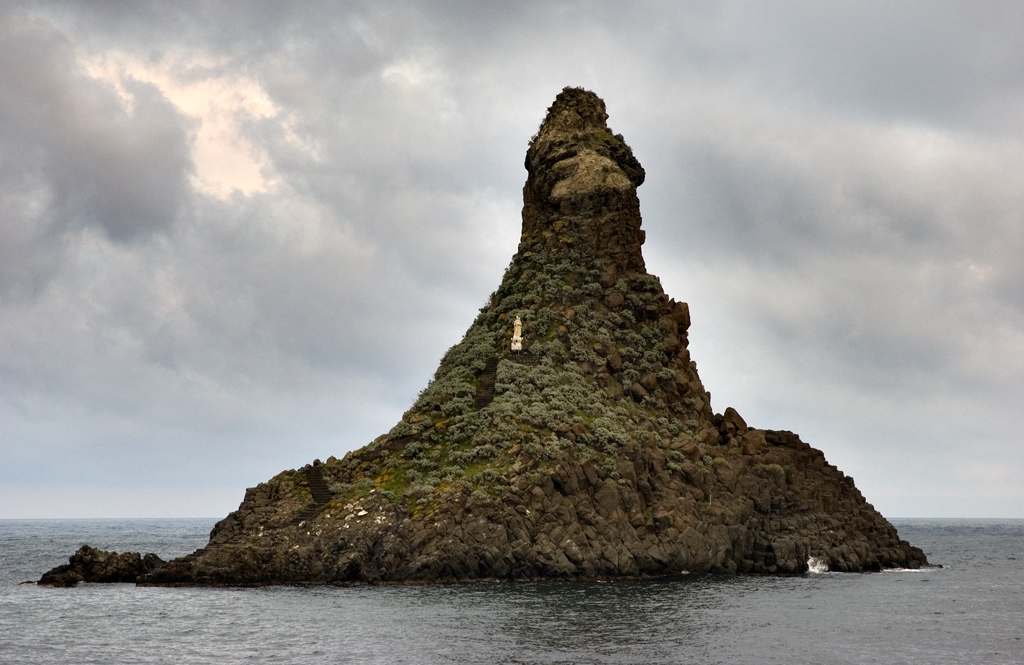
Grande Pile
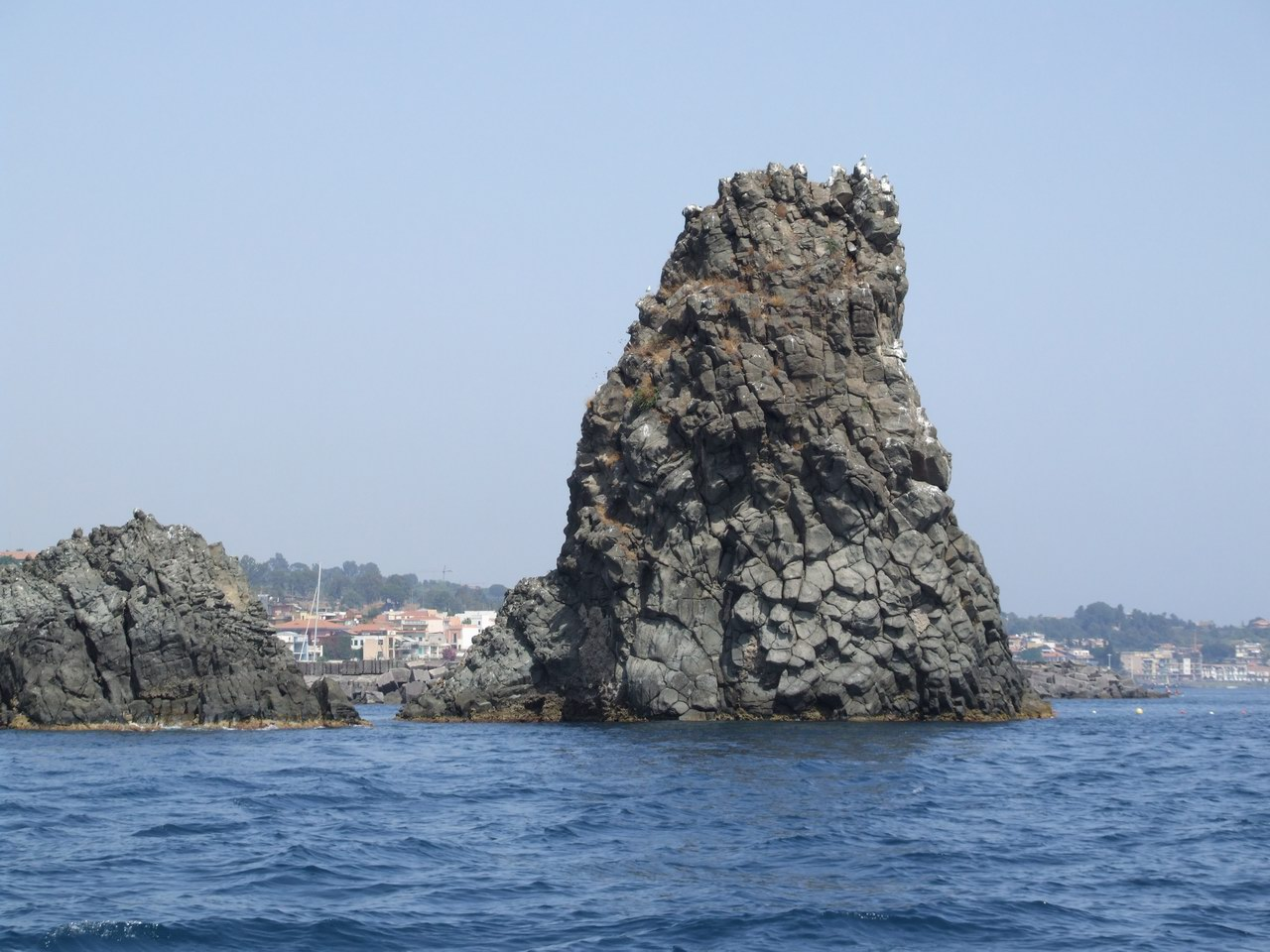
Petite Pile
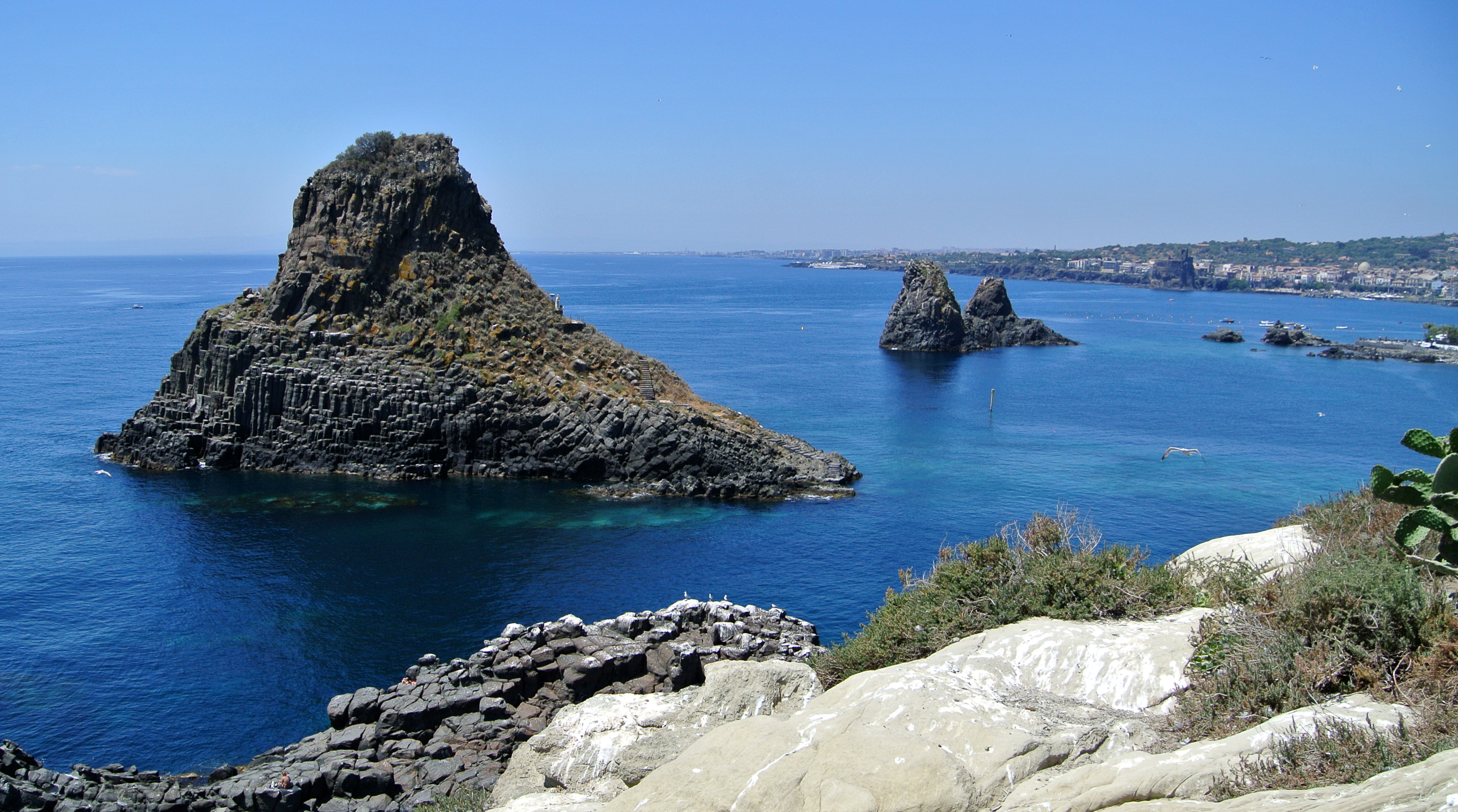
Vue
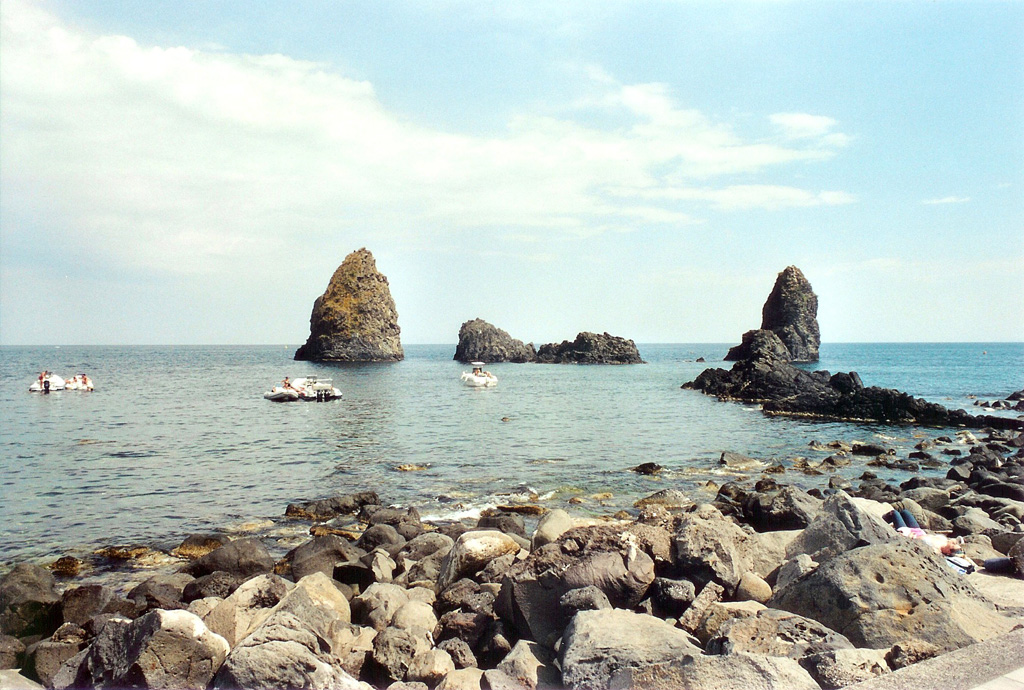
Ensemble du groupe